# Казаков, Валентин Петрович
Валентин Петрович Казаков (1927—2004) — советский строитель. Герой Социалистического Труда (1971), заслуженный строитель РСФСР (1963).
Окончил железнодорожный техникум. Проходил срочную службу в стройбате железнодорожных войск.
После увольнения в запас (1951 год) несколько лет работал строителем на шахте «Куровская» (Дзержинский район (Калужская область)). Потом перешел в трест «Калугапромстрой».
С 1962 года бригадир слесарей-монтажников строительно-монтажного управления № 4 «Калугапромстроя». В 1963 году присвоено звание «Заслуженный строитель РСФСР». Был награждён орденом Ленина.
В 1971 году бригадиру монтажников железобетонных конструкций СМУ-4 управления «Калугастрой» Валентину Петровичу Казакову присвоено звание Героя Социалистического Труда с вручением медали «Серп и Молот» и ордена Ленина.
28 января 2010 года на доме 121 по улице Тульской в Калуге, где в 1983—1986 гг. жил В. П. Казаков, была установлена мемориальная доска.